# Подгорно (Приморски район)
Вижте пояснителната страница за други значения на Подгорно.
Подгорно (на украински: Підгірне, на руски: Подгорное) е село в Украйна, разположено в Приморски район, Запорожка област. През 2001 година населението му е 128 души.